# Lucy-sur-Cure
Lucy-sur-Cure är en kommun i departementet Yonne i regionen Bourgogne-Franche-Comté i norra Frankrike. Kommunen ligger i kantonen Vermenton som tillhör arrondissementet Auxerre. År 2022 hade Lucy-sur-Cure 206 invånare.

## Befolkningsutveckling
Antalet invånare i kommunen Lucy-sur-Cure
| Referens: INSEE |